# Pinar Kür
Havva Pınar Kür  (n. 15 aprilie 1943, Bursa, Turcia – d. 15 iulie 2025, İstanbul, Turcia) a fost o scriitoare, actriță, traducător, academician turc.

## Viața sa
S-a născut în orașul Bursa, însă datorită funcțiilor ocupate de părinții săi, și-a petrecut copilăria în mai multe orașe din Anatolia, locuind pentru o perioadă chiar și în Londra. La scurt timp după nașterea sa familia s-a mutat în Bilecik, in vestul Turciei, pentru ca mai apoi să se stabilească în Zonguldak, de unde vor pleca în Ankara în anul 1949.
Pasiunea de a scrie este moștenită de la mama sa, Ismet Kür, o renumită scriitoare și profesoară de limba și literatura turcă, născută în Bagdad, și de la mătusa sa, faimoasa scriitoare Halide Nusret Zorlutuna, ambele având un rol foarte important în formarea culturală a lui Pınar. Ismet Kür a fost o femeie cultă, puternică și întreprinzătoare având o activitate literară însemnată. A câștigat locul al doilea la un concurs cu piesele de teatru pe care le-a scris, iar apoi, în perioada în care locuiau în Zonguldak, publică primul volum de poezii Yașamak. Tatal său, Berhan Kür, de origine azeră, a fost de asemenea un om cult, renumit profesor de limba franceză și de matematică.
Procesul de școlarizare al lui Pınar Kür a început în anul 1948, înainte ca ea să împlinească vârsta la care ceilalți copii mergeau la școală, dar pentru că știa deja să citească nu a întampinat greutăți. A fost eleva mai multor unității de învățământ de prestigiu, fiind înscrisă inițial la școala primară din Zonguldak, dar în anul următor, familia se mută în Ankara, și este transferată la Kurtuluș Ilkokulu. Câțiva ani mai târziu, pleacă către Londra, unde este înscrisă alături de sora sa la  Raymonds School, însă aventura londoneză durează doar un an, familia întorcându-se la Ankara, unde Pınar, care începuse să vorbească limba engleză foarte bine, devine elevă la Ankara Kolej.
Trei ani mai târziu, tatăl său obține o slujbă la UNESCO, iar familia Kür ajunge astfel în America, în orașul New York, unde Pınar va urma cursurile liceului Forest Hill din cartierul Queens. În vârstă de doar 14 ani, a trecut printr-un proces lung de acomodare și datorită faptului că nu se poate integra se simte singură așa că începe sa scrie ceea ce numește „romanele unei fete neînțelese”.
Este o iubitoare a teatrului și își dorea încă din copilărie să devină actriță, vis care începe să se contureze în ultimul an de liceu, când se va înscrie la clubul de teatru. Când avea doar 17 ani, scrie prima piesă de teatru în limba engleză Cowards All. Între timp familia sa revenise în Turcia, iar în anul următor se mută și ea alături de familie, în Istanbul. Aici ea obține roluri în mai multe piese de teatru pe care le joacă la Teatrul de la Rober Kolej, primind apoi oferte de la diverse teatre, însă ca rezultat al împotrivirii familiei sale în ceea ce privește cariera ei actoricească, renunță la actorie însă continuă să scrie piese de teatru. Înainte de a termina școala, reușeste să scrie Iki Bașlı Adamın Tek Eli (Unica mână a bărbatului cu două capete) prima piesă de teatru ce avea să fie pusă în scenă.
În anul 1964 se căsătorește cu Can Kolukısa, alături de care se mută la Paris, unde se înscrie la Școala Doctorală, la secția de Literatură Comparată de la Universitatea Sorbona. Aceasta este prima și singura căsătorie a scriitoarei, care durează doar 15 ani, iar în al patrulea an al mariajului se naște unicul fiu al acestia, Emrah, care în prezent este actor.
În perioada 1971-1973 lucrează la Teatrul de stat din Ankara, iar din 1979 până în 1995 a lucrat ca profesor la Universitatea Istanbul. Însă a colaborat în paralel cu diverse reviste și ziare unde scria critici de teatru, a tradus mai multe titluri din literatura engleză și franceză, iar din anul 1996 lucrează la departamentul de Sisteme de comunicare media de la Universitatea de Științe din Istanbul ca profesor de limba engleză.
Temele predilecte ale operelor sale sunt dragostea, relațiile de putere, sexualitatea sau crima, dar în fiecare roman aduce în discuție și problemele femeilor încercând să analizeze și să evoce lumea interioară a acestora, visurile și așteptările lor, sentimentele și lumea lor spirituală. În majoritatea operelor sale, personajele principale sunt femei educate, culte ce provin din clasa socială medie.
În anul 1984 obține premiul Sait Faik pentru literatură cu romanul  Akıșı Olmayan Sular, iar în anii următori câteva dintre romanele sale au fost ecranizate: Bir Kadın Bir Hayat (O femeie o viață) – 1985, Asılacak Kadin (Femeia spânzurată) -1986, Yarın Yarın (Mâine) – 1987.

## Operele sale

##### Romane
- Yarın Yarın (1976) – Mâine.
- Küçük Oyuncu (1977) – Micul actor
- Asılacak Kadın (1979) – Femeia spânzurată
- Bitmeyen Așk (1986)  - Dragoste fără sfârșit
- Bir Cinayet Romanı (1989) – Un roman de crimă
- Sonuncu Sonbahar (1992)
- Beșpeșe (2004)-roman început de Murathan Mungan și continuat apoi de Celil Oker, Elif Șafak, Faruk Ulay și terminat de Pinar Kur. Prezintă viața unei tinere fete a cărei mamă se sinucide când aceasta avea o vârstă fragedă.
- Cinayet Fakültesi (2006) – Facultatea de crimă

##### Nuvele
- Bir Deli Ağaç (1981) – Un copac nebun
- Akıșı Olmayan Sular (1983) – Ape care nu curg
- Hayalet Hikyeleri (2004) – Povești cu Fantome

##### Traduceri
- Vișnenin Cinsiyeti - Jeanette Wİnterson - (Sexing the Cherry)
- Bağla Șu İși
- Aç Sınıfın Laneti
- Ademden Önce -( înainte de Adam)
- Tutku - Jeanette Winterson ( The Passion)
- Yabancı Kucak - Ian McEwan (The Comfort of Strangers)
- Geniș Geniș Bir Deniz - Jean Rhys - (Wide Sargasso Sea)
- Dalda Duran Kușlar - Jean Rhys - (Öykülerinden seçmeler)
- Günaydın Geceyarısı - Jean Rhys - Goodmorning Midnight
- Karanlıkta Yolculuk - Jean Rhys - (Voyage in the Dark)
- Dörtlü - Jean Rhys - (Quartet)
- Karamlıkta Kahkaha - Vladimir Nobakov - (Laughter in the Dark)
- Șaklaban - Morris West
- Ailenin Laneti - Dashiel Hammet
- Yunus İnsanlar - Tırsten Krol
- Doğmamıș Çocuğa Mektup
- Theo’ya Mektuplar (V. Van Gogh)